# Ленинское городское поселение (Ульяновская область)
Ле́нинское городско́е поселе́ние — муниципальное образование в составе Барышского района Ульяновской области.
Административный центр — рабочий посёлок им. В. И. Ленина.

## Население
| 2010  | 2012  | 2013  | 2014  | 2015  | 2016  | 2017  |
| ----- | ----- | ----- | ----- | ----- | ----- | ----- |
| 4950  | ↘4776 | ↘4626 | ↘4521 | ↘4419 | ↘4367 | ↘4231 |
| 2018  | 2019  | 2020  | 2021  |       |       |       |
| ↘4099 | ↘4000 | ↘3929 | ↗3949 |       |       |       |

## Состав городского поселения
| №  | Населённый пункт   | Тип населённого пункта                  | Население |
| -- | ------------------ | --------------------------------------- | --------- |
| 1  | Воецкое            | село                                    | 420       |
| 2  | Головцево          | село                                    | 293       |
| 3  | Гремячевка         | деревня                                 | 0         |
| 4  | Имени В. И. Ленина | рабочий посёлок, административный центр | ↘1972     |
| 5  | Красильный         | посёлок                                 | 50        |
| 6  | Красная Поляна     | село                                    | ↘148      |
| 7  | Малая Бекшанка     | село                                    | 0         |
| 8  | Новая Бекшанка     | село                                    | 369       |
| 9  | Обуховские Выселки | деревня                                 | 24        |
| 10 | Румянцево          | село                                    | 701       |
| 11 | Русская Бекшанка   | село                                    | 227       |
| 12 | Русское Тимошкино  | село                                    | 31        |
| 13 | Старая Бекшанка    | село                                    | 56        |
| 14 | Сурские Вершины    | село                                    | 77        |
| 15 | Ульяновка          | деревня                                 | 39        |

## Местное самоуправление
Глава городского поселения — Шишмаров Юрий Борисович.

## Известные личности
- Федотов, Владимир Иванович (1924—2011) — Герой Социалистического Труда, кавалер ордена Почёта Российской Федерации и двух орденов Ленина, работник атомной промышленности.